# Nektar (planter)
 Der er for få eller ingen kildehenvisninger i denne artikel, hvilket er et problem. Du kan hjælpe ved at angive troværdige kilder til de påstande, som fremføres i artiklen.

 For alternative betydninger, se Nektar. (Se også artikler, som begynder med Nektar)
Nektar er en sukkerholdig væske, der dannes i blomsterne hos tokimbladede og enkimbladede planter. Væsken udskilles i kirtler, som kaldes nektarier, og som for det meste findes ved grunden af blomstens støvdragere og støvfang. På den måde tvinges besøgende insekter (eller i visse tilfælde: fugle eller flagermus) til at passere tæt forbi blomstens kønsanlæg, sådan at pollen overføres fra blomst til blomst. Nektar er rig på sukrose, druesukker eller frugtsukker, men indeholder også mineralske stoffer og duftstoffer. Metoden med at lokke insekter til at sørge for en målrettet bestøvning er en væsentlig forbedring i forhold til vindbestøvning.
Visse planter producerer også nektar uden for blomsten, og det formodes at lokke rovinsekter (f.eks. myrer) op i planten. Dette kan ses på bladstilke hos Fugle-Kirsebær og Kvalkved, men også mellem bladafsnittene hos visse bregnearter.
Nektar har stor økonomisk betydning som grundlag for biernes produktion af honning. Desuden er nektar vigtig som føde for voksne insekter (f.eks. Svirrefluer), hvis larver lever som rovdyr, der holder skadelige insekter nede.

## Mytologi
I den græske mytologi er nektar en gudedrik, som giver dem udødelighed sammen med ambrosia.